# Labial-velarer Plosiv
Labial-velare Plosive sind doppelt artikulierte Konsonanten, die sich dadurch auszeichnen, dass sie durch jeweils einen labialen und einen velaren Verschluss erzeugt werden. Anders als bei Konsonantenclustern erfolgt die Artikulation an beiden Orten gleichzeitig. Labial-velare Plosive sind unter anderem in verschiedenen westafrikanischen Niger-Kongo-Sprachen anzutreffen, außerdem in der Kreolsprache Saramaccaans, in einigen austronesischen Sprachen und als Allophon auch im Vietnamesischen. In der Lautschrift IPA werden labial-velare Plosive durch die Überklammerung der beiden Plosivkomponenten gekennzeichnet, für die beiden am häufigsten auftretenden labial-velaren Plosive gibt es zudem Ligaturen.
Zu unterscheiden sind im Wesentlichen eine stimmhafte [ɡ͡b] und eine stimmlose [k͡p] Form labial-velarer Plosive. Peter Ladefoged zufolge kennen die meisten westafrikanischen Sprachen mit labial-velaren Plosiven sowohl die stimmhafte, als auch die stimmlose Form, andere nur eine der Formen. Ladefoged unterschied darüber hinaus drei Artikulationsarten dieser Konsonanten: eine rein egressive, eine pulmonal-egressive, velar-ingressive und eine pulmonal-egressive, velar-glottal-ingressive. Eine Unterscheidung zwischen stimmhafter und stimmloser Form ist auch im Saramaccaans festzustellen, wo es neben den labial-velaren Plosiven auch labialisierte velare Plosive gibt. Darüber hinaus sind aus Vanuatu eine labialisierte Variante [k͡pʷ] im Mwotlap sowie eine pränasalierte labialisierte Variante [ᵑ͡ᵐɡ͡bʷ] eines labial-velaren Plosivs im Volow überliefert, im Mono (Demokratische Republik Kongo) eine pränasalierte Variante ohne Labialisierung  [ᵑ͡ᵐɡ͡b]. Im Ega (Elfenbeinküste) existiert ein labial-velarer Implosiv [ɠ͡ɓ].